# Rubus idaeopsis
Rubus idaeopsis är en rosväxtart som beskrevs av Wilhelm Olbers Focke. Rubus idaeopsis ingår i släktet rubusar, och familjen rosväxter. Inga underarter finns listade i Catalogue of Life.